# Dammsjön (Hällestads socken, Östergötland)
Dammsjön är en sjö i Finspångs kommun i Östergötland och ingår i Motala ströms huvudavrinningsområde.